# Саутерн, Ричард
Сэр Ричард «Дик» Уильям Саутерн (англ. Richard (Dick) William (R. W.) Southern; 8 февраля 1912, Ньюкасл-апон-Тайн, Нортамберленд[…] — 6 февраля 2001, Оксфорд, Юго-Восточная Англия) — британский историк, медиевист, специалист по XII веку. Член Британской академии (1960). До 1961 года в оксфордском Баллиол-колледже (его феллоу с 1937 года), затем Чичелийский профессор современной истории в Колледже всех душ (1961-9). С 1969 года президент оксфордского колледжа Святого Иоанна, являлся им 12 лет (в 1969-81). Рыцарь с 1974 года. Лауреат премии Бальцана (1987). Его первая книга стала и самой у него известной — The Making of the Middle Ages (1953). Являлся президентом Королевского исторического общества.

## Биография
Второй из четырёх детей торговца древесиной. C 1921 года в Royal Grammar School, Newcastle upon Tyne, с 1929 года изучал современную историю в оксфордском Баллиол-колледже, окончил его в 1932. Там в частности под влиянием своего тьютора Vivian Hunter Galbraith проникается интересом к медиевистике. Затем учился в Париже у Фредерика Мориса Поуика и Фердинанда Лота. В 1936 году в Оксфорде получил степень магистра.
После четырёх лет, проведенных им младшим исследователем в оксфордском Эксетерском колледже, Саутерн сменит в Баллиол-колледже своего бывшего тьютора в должности (феллоу и тьютора медиевистики). В середине 1940 года он прервал свою академическую карьеру для военной службы, поступив рядовым в легкую пехоту, затем служил в армейской разведке. В 1944 году получил звание майора. В том же году женился.
С окончанием войны, в 1945 году вернулся в Баллиол, где также станет младшим университетским проктором. В 1950 году у него был диагностирован туберкулез и он вновь был вынужден прервать свою академическую карьеру - для лечения. В то же время он сумеет написать свою первую книгу The Making of the Middle Ages (1953) {Рец.: Питер Харанис}, в которой прослеживает развитие Западной Европы с конца X по начало XIII века, анализируя средневековую социальную, политическую и религиозную организации. Как отмечается: «Помимо обсуждения средневекового общества, религии и традиций мысли, эта важная работа также исследует развивающуюся литературу Средневековья и ее связь со средневековым обществом, в главе, посвященной двум наиболее распространенным литературным жанрам того периода — эпосу и роману». Оная книга переведена на двадцать семь языков.
В 1968 году приглашенный профессор в Беркли. Его последним крупным проектом стал Scholastic Humanism and the Unification of Europe, два из запланированных трех томов которого появились в 1995 и 2001 годах. Учился у него Brian Patrick McGuire.
Удостоен многих почетных степеней университетов Великобритании и Соединённых Штатов. Почетный феллоу оксфордских Баллиола, Эксетера и Сент-Джонса, а также кембриджского колледжа Сидни Сассекс.
Двое детей — 1945 и 1947 гг. р.

## Основные труды
Работы зачастую были посвящены папству, Константинополю, епископам и архиепископам, а также религии в современном мире. Его книги посвящены периоду с восьмого по шестнадцатый век.
- The Making of the Middle Ages (1953)
- Western Views of Islam in the Middle Ages (1962) {Рец. John Wansbrough[англ.]}
- Saint Anselm and His Biographer: A Study of Monastic Life and Thought 1059-c.1130 (1963, revised 1990)
- Western Society and the Church in the Middle Ages (1970); Medieval Humanism, and Other Studies (1970)
- Platonism, Scholastic Method, and the School of Chartres (1979)
- The Monks of Canterbury and the Murder of Archbishop Becket (1985)
- Robert Grosseteste: The Growth of an English Mind in Medieval Europe (1986, 2-е изд. 1992 )
- Saint Anselm: A Portrait in a Landscape (1990)
- Scholastic Humanism and the Unification of Europe, 2 vols. (1995, 2001).